# Asplenium lushanense
Asplenium lushanense là một loài thực vật có mạch trong họ Aspleniaceae. Loài này được C. Chr. miêu tả khoa học đầu tiên năm 1924.